# Svédország zászlaja
Svédország zászlaja a skandináv országok nemzeti lobogóinak egyike, amely már több mint négy évszázada használatban van.

## Leírása
Kék háttér előtt arany színű, fektetett kereszt látható. (A többi skandináv ország nemzeti lobogójához hasonlóan, ez az úgynevezett skandináv kereszt). 

## Története
A nemzeti lobogó keletkezésének időpontja nem ismeretes, ám az bizonyos, hogy már a 16. században használták az északi ország uralkodói birodalmuk jelképeként. Első írásos említése 1569-ből származik, amikor a stockholmi udvar feje, III. János egy királyi oklevélben a ma is hivatalos svéd zászlót fogadta el országa lobogójának. A forma a dán zászló keresztény hagyományait örökíti meg, míg a színek az uralkodói címerre utaltak. A címeren ekkor három aranyszínű korona volt látható kék háttérrel. Ennek a jelképnek a története valószínűleg 1557-ig nyúlik vissza, amikor Wasa Gusztáv gyermekének, a későbbi János királynak adományozta a címert, aki ekkoriban a Svédországhoz tartozó Finnország hercege volt.
Svédország nemzeti zászlaja a történelem folyamán többé nem is változott meg, bár variációi is keletkeztek az idők során.

## Lásd még
- Åland zászlaja

## Külső hivatkozások
- Svédország zászlaja a Világ zászlói (Flags of the World) weboldalon